# 雪の蛍
『雪の蛍』（ゆきのほたる）は、1991年1月7日から同年3月29日まで、フジテレビ系列で放送された東海テレビ、アオイスタジオ制作の昼ドラマである。

## 概要
歌手を目指していた蛍子が、作曲を担当していた作曲家の桐島と愛し合うが、それが妻に見つかり、桐島に破門される。失意の中、山室温泉の芸者を目指すが、数々のいじめが待ち受けていた。ある日、旅館にやってきた男に騙され莫大な借金を背負うことに。借金が返せず売春婦に身を落とす蛍子だが、ある会社社長が借金を肩代わりし、愛人となる。しかし芸者への夢が捨てられず、彼の元を飛び出す。その後はさらにひどいいじめに耐えながら、旅館の女将や板前の元彦の励ましを受け、やがて山室一の芸者に登りつめて行く作品。
『細うで繁盛記』のプロットを使用し、劇中に同作へのオマージュを込めたシーンや演出も盛り込まれている。

## キャスト
- 蛍子：未來貴子[1][2]
- 早瀬元彦（ゲンさん）：村田雄浩[1][2]
- 高松先生：村井国夫[1][2]
- 桐島：にしきのあきら（現・錦野旦）
- 円城：倉橋ルイ子
- 女将： 真木洋子[1][2]
- 野口ふみえ
- 高林由紀子
- 日向明子
- 山内喜久夫
- 菅原大吉
- 上月左知子
- 佐竹明夫
- 草川祐馬
- 頭師孝雄
- 沢井孝子
- 高城淳一
- 星野真由子
- 上田麻里
- 世良ケイト
- 堀光輝
- 安田夏望
- 垣内かおる
- 依田ますみ
- 宮本有紀
- 石沢徹
- 須藤えり子
- 草見潤平
- 池田ちか
- 戸田薫
- 影山依子
- 北原弘一
- 大河聖治
- 森章二
- 堀江淳子
- 朝丘奈央美
- 坂本あきら
- 堀井真吾
- 長塚美登
- 山崎優子
- 長澤隆
- 林寸奈保
- 水野美紀
- 石倭裕子

## スタッフ
- 演出:松生秀二、小野俊和、池田賢一、牧時範
- 脚本:酒井あきよし[1]、田代淳二、黒田紅
- 音楽:渡辺博也[1]
- 制作:東海テレビ、アオイスタジオ

## 主題歌
- 「明日を夢みて」 唄・作詞：倉橋ルイ子[1]、作曲：伊藤薫